# 江戸川短期大学
江戸川短期大学（えどがわたんきだいがく、英語: Edogawa Junior College）は、千葉県流山市駒木一番割474に本部を置いていた日本の私立大学である。1985年に設置され、2007年に廃止された。大学の略称は江戸短（えどたん）もしくは江戸川短大（えどがわたんだい）。

## 概要

### 大学全体
- 千葉県流山市に所在した日本の私立短期大学で、設置主体は学校法人江戸川学園[1]。
- 1985年に江戸川女子短期大学として開学。当初は3専攻を擁し、とりわけ私大バブルの頃には1学年定員が860名を擁していたが、1997年度以降より定員減が目立つようになる。2000年度より専攻課程の廃止を開始。
- 2005年度の入学生を最後に[注釈 2]、2007年に短期大学としての使命を終える[2]。

### 教育および研究
- 江戸川大学ならびに江戸川大学総合福祉専門学校の科目履修認可制度があった。
- イギリス語学研修制度があった。
- ノートパソコンを使用した情報処理教育が行われていた。

### 学風および特色
- 江戸川大学への編入学制度があった。

## 沿革
- 1931年
  - 城東高等家政女学校が開校[3]。
- 1948年
  - 江戸川女子高等学校開校。
- 1951年
  - 3月1日 学校法人江戸川学園の設置が認可される[4]。
- 1984年
  - 12月22日 左記を以て文部省[注 2]より短期大学の設置が認可される[注 3]。
- 1985年
  - 4月1日 江戸川女子短期大学（えどがわじょしたんきだいがく）が以下の学科体制にて開学[注 4]。
    - 人文学科
      - 国文学専攻 入学定員80名[注釈 3]
      - 英文学専攻 入学定員100名[注釈 3]
      - 文化史専攻 入学定員60名[注釈 3]

  - 5月1日 学生数[9]/定員
    - 人文学科 298[注釈 4]/240
- 1986年
  - 5月1日 学生数[10]/定員
    - 人文学科 687[注釈 4]/480
- 1987年
  - 5月1日 学生数[11]/定員
    - 人文学科 724[注釈 4]/480
- 1991年
  - 4月1日  以下、入学定員増あり[注 5]。
    - 人文学科
      - 国文学専攻 80→160
      - 英文学専攻 100→180
      - 文化史専攻 60→90
- 1991年
  - 5月1日 学生数[16]/定員
    - 人文学科 796[注釈 4]/670
- 1992年
  - 5月1日 学生数[注 6]/定員
    - 人文学科 951[注釈 4]/860
- 1996年
  - 5月1日 学生数[19]/定員
    - 人文学科 765[注釈 4]/860
- 1997年
  - 4月1日 人文学科の専攻名称に変更あり[20]。
    -       - 国文学専攻→日本文学専攻
      - 英文学専攻→英語英文学専攻[注 7]

  - 同  以下、入学定員減あり[20]。
    - 文化史専攻 90→80

  - 5月1日 学生数[21]/定員
    - 人文学科 888[注釈 4]/820
- 1998年
  - 4月1日 以下、入学定員に変更あり[注 8]。
    -       - 日本文学専攻 160→145
      - 英語英文学専攻 150→135
      - 文化史専攻 80→110

  - 5月1日 学生数[24]/定員
    - 人文学科 955[注釈 4]/780
- 1999年
  - 4月1日 人文学科を文化コミュニケーション学科へ名称変更[25]。
  - 同 以下の各専攻については、この年度で学生募集を最終とする[注 9]。
    -       - 日本文学専攻
      - 英語英文学専攻
      - 文化史専攻

  - 5月1日 学生数[27]/定員
    - 文化コミュニケーション学科 815[注釈 4]/780
- 2000年
  - 4月1日 文化コミュニケーション学科の入学定員を390→290に減員[注 10]。
- 2001年
  - 4月1日 江戸川短期大学'へ改称、共学化。文化コミュニケーション学科の入学定員を290→272に減員[注 11]。
- 2002年
  - 4月1日 文化コミュニケーション学科の入学定員を272→150に減員[34]。
- 2005年
  - 4月1日 この年度の入学生をもって、学生募集を終了[注釈 2]。
- 2007年
  - 6月11日 左記をもって正式に廃止とする[2]。

## 基礎データ

### 所在地
- 千葉県流山市駒木一番割474[注釈 1]

### 象徴
- 江戸川短期大学のカレッジマークは右記資料にあり[35]。

## 教育および研究

### 組織

#### 学科

##### 新学科体制
- 文化コミュニケーション学科 入学定員150名[注 12]
  - 日本文学コース
  - マスコミコース
  - 英語英文学コース
  - 観光ビジネスコース
  - 文化史コース
  - 環境文化コース
  - 人間心理学コース

##### 旧学科体制
- 人文学科→文化コミュニケーション学科
  - 日本文学専攻 入学定員145名[注釈 5]
  - 英語英文学専攻 入学定員135名[注釈 5]
  - 文化史専攻 入学定員110名[注釈 5]

#### 専攻科
- なし

#### 別科
- なし

#### 取得資格について
- 中学校教諭二種免許状
  - 国語[注 13]
  - 英語[注 14]
  - 学芸員補資格

### 研究
- 『江戸川女子短期大学紀要』[37]
- 『江戸川短期大学紀要』[38]

## 学生生活

### 部活動・クラブ活動・サークル活動
- 江戸川短期大学で活動していたクラブ活動
  - 体育系：硬式テニス・バドミントン・ワンダーフォーゲル・水泳ほか
  - 文化系：演劇・華道・茶道・シェイクスピア研究会・書道・吹奏楽・箏曲・「江戸川マッキントッシュ」ほか。

### 学園祭
- 江戸川短期大学の学園祭は「三芽祭（さんがさい）」と呼ばれ、江戸川大学および江戸川大学総合福祉専門学校との3校合同で行われていた。

## 大学関係者と組織

### 大学関係者一覧
歴代学長
- 加藤静一：1985年4月〜
- 北原由夫：2003年12月22日〜

#### 出身者
- かとうれいこ（女優、タレント、歌手）

## 施設

### キャンパス
- 短大独自の校舎が設置されていた。

### 学生食堂
- 大学と共同使用されていた。

### 寮
- 江戸川短期大学には「さつき寮」・「すみれ寮」と呼ばれる女子寮があった、

## 対外関係

### 他大学との協定
- ポーツマス大学：イギリス

### 系列校
- 江戸川大学
- 江戸川学園おおたかの森専門学校
- 江戸川女子中学校・高等学校
- 江戸川学園取手中学校・高等学校
- 江戸川学園取手小学校

## 卒業後の進路について

### 編入学･進学実績
- 系列の江戸川大学ほか明海大学などがある